# Ханссон, Берта
Берта Элизабет Ханссон (швед. Berta Elisabet Hansson; 23 июня 1910, Хаммердаль — 3 сентября 1994, Стокгольм) — шведская художница, представительница экспрессионизма.

## Биография и творчество
Берта Ханнсон родилась и выросла в Хаммерсдале. Её родителями были Даниэль Ханссон, церковный староста, и его жена Брита. Она умерла от туберкулёза, когда Берте было 16 лет. Берта Ханссон посещала народную школу в Сигтуне, где изучала искусство и литературу. Затем, по настоянию отца, считавшего, что профессия школьной учительницы поможет дочери обеспечить себя, она поступила на учительские курсы, которые окончила в 1934 году. В 1935 году она начала работать учительницей в деревенской школе в Вестерботтене и оставалась на этой должности в течение десяти лет.
Берта Ханссон начала писать и рисовать незадолго до начала своей учительской карьеры. В 1940 году она некоторое время обучалась в художественной школе Отте Шёльда в Стокгольме. Затем она вернулась в деревню, но несколько лет спустя её работы заметила художница и писательница Эльса Бьёркман-Гольдшмидт, и в 1943 году в Стокгольме состоялась персональная выставка Берты Ханссон. На ней были в основном представлены картины, изображавшие детей, — это был излюбленный сюжет художницы. Мнения критиков разделились; одни находили детские портреты Ханссон уродливыми до карикатурности; другие отмечали её оригинальность и художественное чутьё.
В 1950-х — 1960-х годах Берта Ханссон жила в Грёндале, пригороде Стокгольма. Её близкими друзьями стали писатели Вальтер Льюнгквист и Сара Лидман, что укрепило давний интерес Берты к литературе. В начале 1950-х годов Ханссон также провела около года в Южной Африке, где была поражена политикой расовой сегрегации. Она глубоко интересовалась культурой и бытом коренного населения и запечатлевала всё увиденное в рисунках. Вернувшись в Швецию, она начала создавать работы на политические темы, многие из которых жертвовала шведскому движению против апартеида. Кроме того, она организовала сбор средств для помощи африканским женщинам.
Основной темой искусства Берты Ханссон неизменно были дети: серьёзные, счастливые, задумчивые, озорные. После того как скульптор Ниннан Сантессон научила её работать с глиной, Ханссон также начала делать небольшие глиняные статуэтки детей. Собственных детей у Ханссон не было и она не выходила замуж, считая, что женщина должна быть свободна, чтобы иметь возможность заниматься творчеством. Ещё одним источником вдохновения для Ханссон, получившей в детстве религиозное воспитание, оставалась Библия.
Её рисунки на библейские темы, близкие к эстетике экспрессионизма и наивной живописи, не всегда находили понимание у критиков, находивших их чересчур гротескными.
В 1980-х годах зрение Берты Ханссон начало ухудшаться. Она стала рисовать акварелью, пользуясь лупой, и создала таким образом несколько сотен работ. Она проводила много времени на родине, в Хаммердале, где писала портреты стариков. В последние годы жизни её любимым сюжетом стали птицы, которых она изображала чёрно-белыми, потому что уже не могла различать цвета.
Берта Ханссон умерла в 1994 году в Стокгольме.